# Leão III, o Isauro
Leão III, o Isáurio (r. 717–741), militar enérgico, foi imperador bizantino; nasceu na antiga província Síria Comagena; derrubou o último monarca da dinastia heracliana e tomou o poder. Leão III foi denominado Salvador do Império por ter salvado o Império Bizantino quando esta foi assediada pelos árabes. Intolerante em termos religiosos, Leão III combateu o culto às imagens (movimento iconoclasta), procurando enfraquecer o poder dos mosteiros. Leão e seu filho Constantino V fecharam conventos, confiscaram bens do clero, realizaram desfiles ridículos de monges no hipódromo.
Este imperador, que defendeu tão bem as fronteiras do império e foi tão cruel nas perseguições religiosas, foi extremamente tolerante em termos legislativos. O Código de Écloga (seleção de leis), atribuído a Leão III, simplificou e abrandou o Código de Justiniano, substituindo a pena de morte por toda uma série de castigos corporais e instituindo verdadeira proteção à família, à mulher e às crianças.

O Império Bizantino em 717 durante a ascensão de Leão III. O território listrado mostra a invasão dos árabes

## Família e filhos
Leão III e sua esposa Maria tiveram quatro filhos conhecidos:
- Ana (c. 705 - depois de 772), esposa de Artavasdo.
- Constantino V (julho de 718 - 14 de setembro de 775).[1]
- Irene.
- Cosmo.